# Chimanimani
Chimanimani est une ville du district de Chimanimani (en), dans la province de Manicaland, au sud du Zimbabwe. Elle comptait 6 815 habitants en 2012.

## Géographie
Chimanimani se trouve près de la frontière avec le Mozambique, à 90 km au sud de Mutare, la capitale provinciale, et à 280 km au sud-est de Harare, capitale et plus grande ville du pays. Par la route, Chimanimani se trouve à 122 km de Mutare et à 383 km de Harare.

## Histoire
Chimanimani a été fondée par les frères Thomas Moodie et Dunbar Moodie en 1892. Elle a été déplacée sur son site actuel en 1895 et a été officiellement appelée Melsetter, d'après la maison familiale des Moodie dans les Orcades, en Écosse. Après l'indépendance du Zimbabwe en 1980, le nom de la ville a été changé en Mandidzudzure en 1982. Cependant, après consultation de la population, le nom a été changé en Chimanimani.
La ville a été durement touchée par le cyclone Idai en 2019 et a été coupée de la capitale régionale en raison des dégâts causés aux routes.

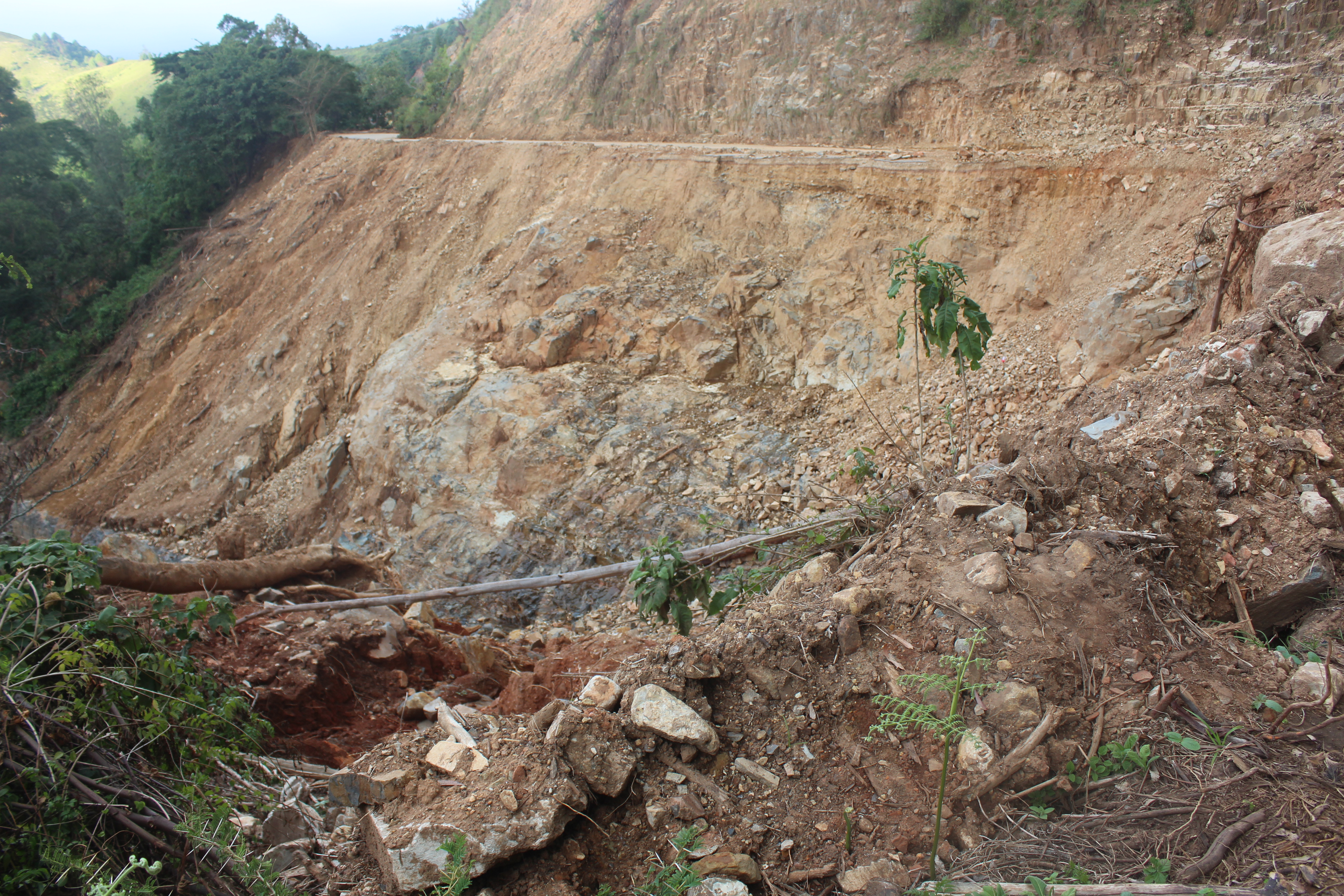
Route coupée après le passage du cyclone Idai en 2019.
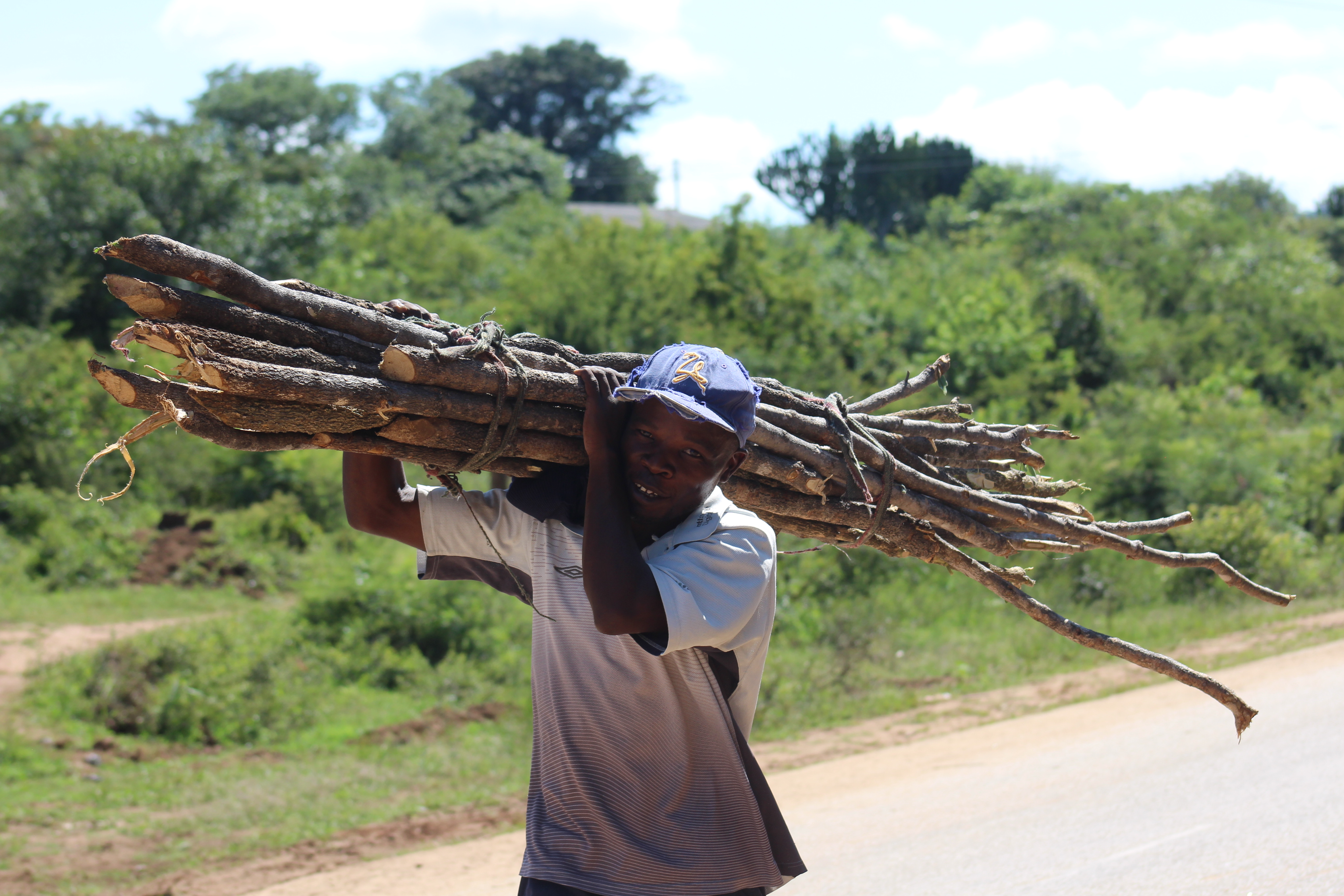
Un homme se prépare à reconstruire sa maison après le passage du cyclone.